# Tercjan Multaniak
Tercjan Multaniak (ur. 7 maja 1921 w Bydgoszczy, zm. 3 listopada 1981 w Gdańsku) – polski artysta fotograf, uhonorowany tytułem Artiste FIAP (AFIAP) oraz Excellence FIAP (EFIAP). Członek Photographic Society of America. Członek rzeczywisty Okręgu Gdańskiego Związku Polskich Artystów Fotografików. Członek rzeczywisty i członek honorowy Gdańskiego Towarzystwa Fotograficznego.

## Życiorys
Urodził się w rodzinie Konstantego (1892–1973), urzędnika w Gdańskich Zakładów Gazowniczych, i Zofii z domu Berger (1892–1973). Brat Żelisława Kazimierza (1919–1945), Mieczysława Bolesława (ur. 1924) i Kazimierza Henryka (ur. 1928). Od 1927 do wybuchu II wojny światowej mieszkał z rodzicami w Poznaniu, gdzie ukończył szkołę powszechną i gimnazjum. W 1938 roku odbył podstawowe szkolenie lotnicze w Tęgoborzu.  
Podczas okupacji niemieckiej, do 1941 pracował jako robotnik w Poznaniu, zagrożony wywózką na roboty przymusowe do Niemiec, zbiegł do Generalnej Guberni (Starachowice), gdzie pracował w hucie oraz uczył się i zdał maturę. Ponownie wyznaczony do pracy na terenie Niemiec, ukrywał się nadal i pracował dorywczo na cmentarzu w Starachowicach jako grabarz.  
Po wojnie w 1945 rozpoczął studia na kierunku handel zagraniczny w Akademii Handlowej w Poznaniu. Po przeprowadzce do Gdańska, dodatkowo (oprócz studiów w Poznaniu), rozpoczął także studia w Wyższej Szkole Handlu Morskiego w Sopocie. Dyplom WSHM w Sopocie uzyskał w 1947, w roku 1948 ukończył AH w Poznaniu, na której obronił tytuł magistra ekonomii. W latach 1946–1952 pracował w Centrali Zbytu Węgla Ekspedycja Morska w Gdańsku, kończąc pracę na stanowisku kierownika (po przekształceniach przedsiębiorstwa) Delegatury Morskiej Centrali Handlu Zagranicznego „Węglokoks”. Następnie do 1953 roku był pracownikiem spółdzielni w Wałbrzychu, przez kolejne dwa miesiące Gdańskiej Fabryki Maszyn Elektrycznych, w latach 1954–1960 był zatrudniony jako starszy ekonomista w Przedsiębiorstwie Robót Kolejowych nr 12 w Gdańsku. Od 1 czerwca 1960 roku był pracownikiem służby zaopatrzenia Stoczni Gdańskiej, gdzie po uzyskaniu zgody na fotografowanie w obrębie zakładu, rozpoczął dokumentowanie życia firmy i pracowników. Od 1962 roku nadzorował drukowanie na stoczniowym powielaczu „Informatora” pisma Gdańskiego Towarzystwa Fotograficznego (GTF). Od 22 września 1968 kierował Działem Zaopatrzenia i Administracji Centralnego Ośrodka Konstrukcyjno-Badawczego Przemysłu Okrętowego w Gdańsku. W latach 1971–1972 pracował w Zakładzie Informatyki Przemysłu Okrętowego w Gdańsku-Oliwie, następnie do 1974 jako rzeczoznawca-ekspert ds. reklamy w „Centromorze”. 
W latach 50. XX w. fotografia stała się główną pasją Tercjana Multaniaka. Był obserwatorem życia społecznego, dokumentalistą najważniejszych wydarzeń kulturalnych, przemysłowych, społecznych, sportowych w regionie. Związany z gdańskim środowiskiem fotograficznym – mieszkał, pracował, fotografował w Gdańsku. Fotografował od końca lat 30. XX wieku. Zajmował się fotografią przyrodniczą (w latach 50. XX wieku fotografował owady), w czasie późniejszym fotografią dokumentalną z przedstawień operowych i teatralnych oraz fotografią sportową. Miejsce szczególne w jego twórczości zajmowała fotografia dokumentująca życie codzienne Stoczni Gdańskiej (był etatowym fotografem stoczni), fotografia dokumentująca architekturę i życie powojennego Gdańska oraz życie codzienne gdańszczan. Był członkiem rzeczywistym GTF. W latach 1962–1965 aktywnie uczestniczył w pracach GTF (konkursy fotograficzne, wystawy), za co został wyróżniony Dyplomem Honorowym Federacji Amatorskich Stowarzyszeń Fotograficznych w Polsce (najwyższe wyróżnienie wręczane przez FASFwP jednorazowo). W czasie późniejszym został członkiem honorowym GTF.  
Tercjan Multaniak brał aktywny udział w Międzynarodowych Salonach Fotograficznych, organizowanych (m.in.) pod patronatem FIAP, zdobywając wiele akceptacji, wyróżnień, dyplomów, listów gratulacyjnych. Jego fotografie były prezentowane w około 220 wystawach krajowych i międzynarodowych – w Polsce i za granicą (m.in. w Edynburgu, Kopenhadze, Lizbonie, Waszyngtonie). W 1965 roku został przyjęty w poczet członków rzeczywistych Okręgu Gdańskiego Związku Polskich Artystów Fotografików. Pokłosiem udziału w Międzynarodowych Salonach Fotograficznych (pod patronatem FIAP) było przyznanie Tercjanowi Multaniakowi tytułu honorowego Artiste FIAP (AFIAP) oraz tytułu honorowego Excellence FIAP (EFIAP) – przez Międzynarodową Federację Sztuki Fotograficznej (Fédération Internationale de l'Art Photographique). 

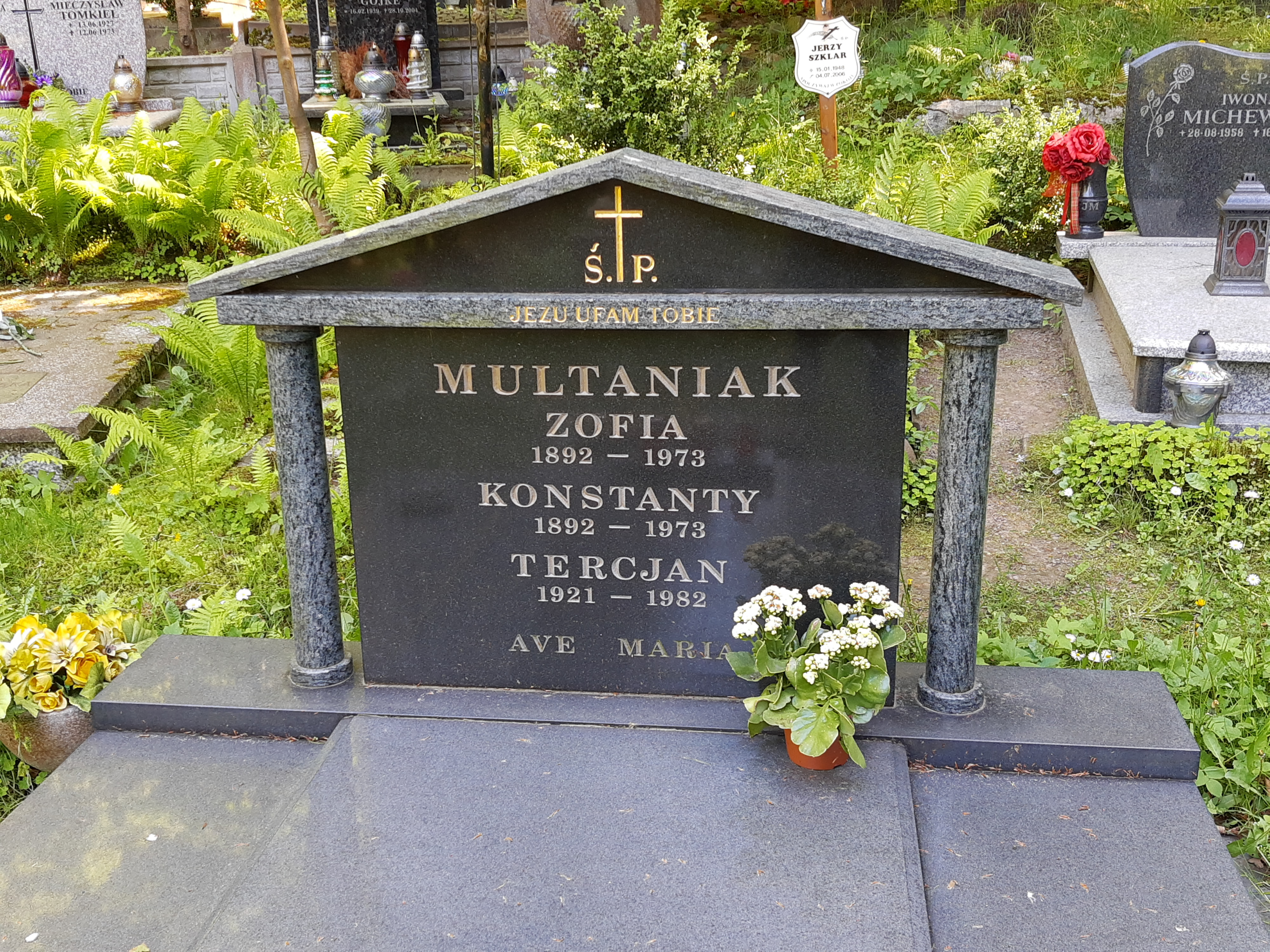
Grób Tercjana Multaniaka na cmentarzu Srebrzysko w Gdańsku

Tercjan Multaniak zmarł w 1981 roku pozostawiając archiwum negatywów (ok. 18 tysięcy kadrów). W kwietniu 2019 Elbląska Galeria Fotografii oraz Fundacja Kultury Fotograficznej Fotografia Bez Granic zorganizowały wystawę fotografii (z lat 1954–1962) pod tytułem Powojenny Gdańsk w obiektywie Tercjana Multaniaka.
Od 1945 roku był mężem Izabeli z domu Maliszewskiej (1920–1976), bibliotekarki. Ojciec Macieja (ur. 1946).
Zmarł w Gdańsku, pochowany 6 listopada 1981 na cmentarzu Srebrzysko (rejon XIII, kwatera Krąg-1-46).

## Publikacje (albumy)
- Stocznia Gdańska – Wydawnictwo Artystyczno-Graficzne RSW „Prasa” (Warszawa 1964)[10][17][4]

## Nagrody i wyróżnienia
- II nagroda na III Wystawie Fotografii Przyrodniczej w Poznaniu za pracę Owady (1954)
- II nagroda w Ogólnopolskim Konkursie Fotografii Sportowej Polskiego Komitetu Olimpijskiego (1960)
- brązowy medal na I Salão Internacional de Arte Fotográfica do Sport Lisboa e Benfica (1963)
- Nagroda „Błękitnego Szpaka” z okazji Dni Gdańska za działalność artystyczną i organizacyjną w GTF (1963)[18]
- srebrny medal na Los Angeles Country Fair (1964)
- brązowy medal II Biennale Fotografii Artystycznej Krajów Nadbałtyckich w Malborku (1965)
- I nagroda „Złocisty Jantar” na V Salonie Fotografii Artystycznej Polski Północnej w Sopocie za pracę Stalowy Wąwóz (1970)

Źródło:.